# Оселя
Оселя (укр. Оселя) — село в Яворовской городской общине Яворовского района Львовской области Украины.
Население по переписи 2001 года составляло 819 человек. Занимает площадь 3,12 км². Почтовый индекс — 81043. Телефонный код — 3259.
У села находится водохранилище Оселя, построенное на реке Хоросница.

## История
В 1946 г. Указом ПВС УССР село Селисько переименовано в Оселя.
Возле села Оселя найдены предметы эпохи позднего бронзового и раннего железного века, а также несколько жилищ, хозяйственные ямы, очаги, фрагменты керамики, кремнёвые орудия труда неолитической культуры воронковидных кубков.